# اتحادیه آنتی کمونیستی جهانی
اتحادیه آنتی کمونیستی جهانی (که اکنون اسم خود را به اتحادیه جهانی آزادی و دموکراسی تغییر داده است) سازمانی دست راستی و بین‌المللی است که در ۱۹۶۶ در تایوان و به ابتکار چیانگ کای شک تأسیس شد.هدف این سازمان مخالفت با کمونیسم در سراسر جهان است.این اتحادیه سابقاً هشت شاخهٔ محلی داشت و در بیش از ۱۰۰ کشور در شش قاره حضور داشت. رئیس افتخاری و مادام‌العمر این اتحادیه دکتر کو چنگ-کانگ، از پیشکسوتان کومینتانگ و رئیس مجمع ملی تایوان بود.